# Giorgio Prezioso

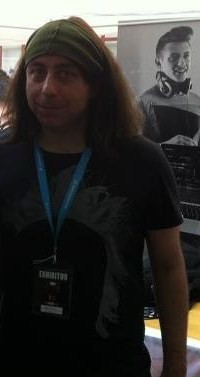
Giorgio Prezioso, 2012

Giorgio Prezioso (* 23. Februar 1971 in Rom) ist ein italienischer DJ und Musikproduzent.

## Karriere
Seine Karriere begann 1987 im Alter von 16 Jahren, unterstützt von seinem Bruder Andrea, der mit Jovanotti im Nachtclub Veleno in Rom zusammenarbeitete. Im Jahr 1991, nachdem er den DJ-Wettbewerb „Walky Cup“ in Riccione zusammen mit Antonello Aprea gewonnen hatte, wurde Prezioso bei Radio Deejay angestellt. 1999 gründete er zusammen mit seinem Bruder und Sänger Marvin, mit dem er verschiedene experimentelle Songs produziert hatte, die Gruppe Prezioso feat. Marvin, die in kurzer Zeit nicht nur in Italien, sondern auch in Europa große Erfolge erzielte. Gegen Ende 2006 bildete er mit DJ Libex das Duo Giorgio Prezioso & Libex. Im Juni 2014 gründete er mit Ninni Angemi das Duo Angemi & Prezioso.
Bekannt wurde er auch durch seine Teilnahme als Co-Moderator zusammen mit Mario Fargetta bei den beiden erfolgreichsten Programmen bei Radio Deejay, der „Deejay Time“ und der „Deejay Parade“.
Seit 2007 moderiert er auf m2o die Radiosendung „Prezioso in Action“.

## Diskografie

### Alben
- 2009: Prezioso in Action
- 2010: Prezioso in Action Vol. 2

### Singles
| Jahr | Titel Album | Höchstplatzierung, Gesamtwochen, AuszeichnungChartplatzierungen (Jahr, Titel, Album, Platzierungen, Wochen, Auszeichnungen, Anmerkungen) | Höchstplatzierung, Gesamtwochen, AuszeichnungChartplatzierungen (Jahr, Titel, Album, Platzierungen, Wochen, Auszeichnungen, Anmerkungen) | Höchstplatzierung, Gesamtwochen, AuszeichnungChartplatzierungen (Jahr, Titel, Album, Platzierungen, Wochen, Auszeichnungen, Anmerkungen) | Höchstplatzierung, Gesamtwochen, AuszeichnungChartplatzierungen (Jahr, Titel, Album, Platzierungen, Wochen, Auszeichnungen, Anmerkungen) | Anmerkungen                                                                      |
| Jahr | Titel Album | IT | DE | AT | CH | Anmerkungen                                                                      |
| ---- | ----------- | --- | --- | --- | --- | -------------------------------------------------------------------------------- |
| 2021 | Thunder –   | IT42 ×2Doppelplatin · (32 Wo.)IT | DE79 Gold · (14 Wo.)DE | AT36 Platin · (37 Wo.)AT | CH20 (83 Wo.)CH | Erstveröffentlichung: 7. Mai 2021 Verkäufe: + 1.413.333; mit Gabry Ponte & LUM!X |

Weitere Singles
- 1994: Anybody, Anyway
- 1995: Don't Stop
- 1995: Feel the Rhythm
- 1997: Raise Your Power
- 2004: So Many Men, So Little Time
- 2006: Are You Lovin' Somebody
- 2008: Believe
- 2010: Dunne
- 2011: Living On Video
- 2012: Are U Ready
- 2013: Lennox Lewis
- 2013: Be Bop
- 2013: Reset
- 2015: Alza il volume
- 2020: Heaven

#### Mit Andrea Prezioso
- 1987: Bootleg
- 1988: Hip Style Melody
- 1991: Dukkha
- 1991: Tetris
- 1992: Elevator Up and Down
- 1993: Come mai
- 1993: The New
- 1993: Get On Up
- 1993: Try Jah Love
- 1993: Trauma
- 1993: Phantom
- 1993: Move
- 1993: Bip Bip
- 1993: Hands Off
- 1993: The Bear
- 1994: Body Strong

#### Mit Andrea Prezioso & Marvin
- 1996: Pacific
- 1998: Burnin' Like Fire
- 1998: I Wanna Rock
- 2000: La La La I Need You Tonite

#### Als Giorgio Prezioso & Libex
- 2006: Xperimental Scratch
- 2006: Dukkha's Revenge
- 2007: Intelligence
- 2007: Pongo
- 2007: Makakos/Exorcism
- 2007: Contagious/Bruno
- 2008: Chic
- 2008: Disco Robotz
- 2008: Apista
- 2008: Uniz
- 2009: Get Up/Kiss in the Park
- 2009: Apista
- 2010: 1990

#### Als Angemi & Prezioso
- 2014: Brakeless
- 2014: Dragon
- 2015: Friendzone
- 2015: Wet
- 2015: Sextape (mit Mike Candys)

## Auszeichnungen für Musikverkäufe
| Silberne Schallplatte - Vereinigtes Königreich - 2024: für die Single Thunder Platin-Schallplatte - Dänemark - 2022: für die Single Thunder - Spanien - 2025: für die Single Thunder | 2× Platin-Schallplatte - Polen - 2024: für die Single Thunder 3× Platin-Schallplatte - Norwegen - 2023: für die Single Thunder Diamantene Schallplatte - Frankreich - 2023: für die Single Thunder |

Anmerkung: Auszeichnungen in Ländern aus den Charttabellen bzw. Chartboxen sind in ebendiesen zu finden.
| Land/RegionAuszeichnungen für Musikverkäufe (Land/Region, Auszeichnungen, Verkäufe, Quellen) | Silber  | Gold  | Platin       | Diamant  | Verkäufe | Quellen             |
| -------------------------------------------------------------------------------------------- | ------- | ----- | ------------ | -------- | -------- | ------------------- |
| Dänemark (IFPI)                                                                              | —       | —     | Platin1      | —        | 90.000   | ifpi.dk             |
| Deutschland (BVMI)                                                                           | —       | Gold1 | —            | —        | 200.000  | musikindustrie.de   |
| Frankreich (SNEP)                                                                            | —       | —     | —            | Diamant1 | 333.333  | snepmusique.com     |
| Italien (FIMI)                                                                               | —       | —     | 2× Platin2   | —        | 200.000  | fimi.it             |
| Norwegen (IFPI)                                                                              | —       | —     | 3× Platin3   | —        | 180.000  | ifpi.no             |
| Österreich (IFPI)                                                                            | —       | —     | Platin1      | —        | 30.000   | ifpi.at             |
| Polen (ZPAV)                                                                                 | —       | —     | 2× Platin2   | —        | 100.000  | olis.pl             |
| Spanien (Promusicae)                                                                         | —       | —     | Platin1      | —        | 60.000   | elportaldemusica.es |
| Vereinigtes Königreich (BPI)                                                                 | Silber1 | —     | —            | —        | 200.000  | bpi.co.uk           |
| Insgesamt                                                                                    | Silber1 | Gold1 | 10× Platin10 | Diamant1 |          |                     |